# Метагидроксид кобальта
Метагидроксид кобальта — неорганическое соединение, гидроксооксид металла кобальта с формулой CoO(OH), тёмно-коричневый аморфный осадок или чёрные кристаллы, не растворимые в воде.

## Получение
- В природе встречается минерал гетерогенит — CoO(OH) с различными примесями.

- Окисление гидроксида кобальта(II):

{\displaystyle {\mathsf {4Co(OH)_{2}+O_{2}\ {\xrightarrow {100^{o}C,p}}\ 4CoO(OH)\downarrow +2H_{2}O}}}
- Окисление растворимой соли двухвалентного кобальта в щелочной среде:

{\displaystyle {\mathsf {4CoCl_{2}+O_{2}+16(NH_{3}\cdot H_{2}O)\ {\xrightarrow {}}\ 4CoO(OH)\downarrow +8NH_{3}\uparrow +8NH_{4}Cl+10H_{2}O}}}
- Осаждение щелочами из раствора солей трёхвалентвого кобальта:

{\displaystyle {\mathsf {CoF_{3}+3NaOH\ {\xrightarrow {}}\ CoO(OH)\downarrow +3NaF+H_{2}O}}}

## Физические свойства
Метагидроксид кобальта образует чёрные кристаллы тригональной сингонии, пространственная группа R 3m, параметры ячейки a = 0,2851 нм, c = 1,3150 нм, Z = 3.
При высокой температуре и давлении переходит в другую модификацию ромбической сингонии, пространственная группа P bnm, параметры ячейки a = 0,4353 нм, b = 0,9402 нм, c = 0,2840 нм, Z = 4.
Не растворяется в воде, р ПР = 42,60.

## Химические свойства
- Разлагается при нагревании:

{\displaystyle {\mathsf {12CoO(OH)\ {\xrightarrow {150^{o}C}}\ 4Co_{3}O_{4}+O_{2}+6H_{2}O}}}
- С концентрированными кислотами проявляет себя как окислитель:

{\displaystyle {\mathsf {2CoO(OH)+6HCl\ {\xrightarrow {}}\ 2CoCl_{2}+Cl_{2}+4H_{2}O}}}
{\displaystyle {\mathsf {4CoO(OH)+4H_{2}SO_{4}\ {\xrightarrow {100^{o}C}}\ 4CoSO_{4}+O_{2}+6H_{2}O}}}
{\displaystyle {\mathsf {4CoO(OH)+8HNO_{3}\ {\xrightarrow {80^{o}C}}\ 4Co(NO_{3})_{2}+O_{2}+6H_{2}O}}}